# Iser Kuperman
Iser Iosifovich Kuperman ( 21 de abril de 1922, Khabno  - 6 de março de 2006, Boston ) foi um damista (de damas russas e damas internacionais) soviético e americano, Grande Mestre Internacional (1958), e teórico de damas. É considerado um dos maiores damistas do século XX.
Kuperman foi campeão soviético de damas russas e de damas internacionais múltiplas vezes, campeão europeu de damas internacionais, e sete vezes campeão mundial de damas internacionais. Além disso, obteve a honraria de Mestre Mérito do Esporte da URSS em 1960, mas foi destituído do título em 1978, ao emigrar para Israel.

## Biografia Esportiva

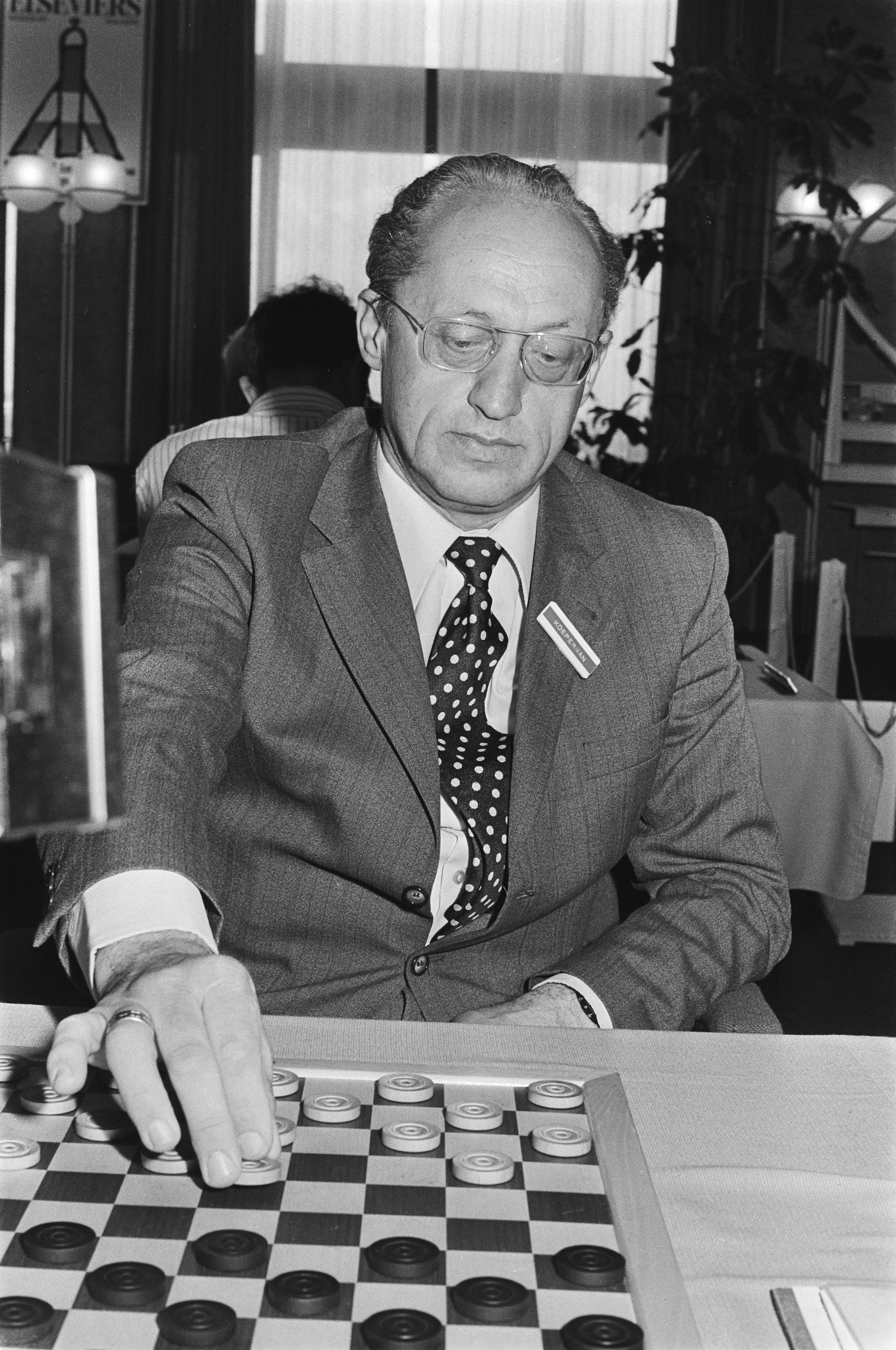
Iser Kuperman (1976)

Em 1940, Kuperman recebeu o título de Mestre do Esporte. Ele fez a sua primeira participação no campeonato nacional soviético de damas russas em 1945, obtendo uma vitória esmagadora logo de estreia. Após a introdução das competições de damas internacionais (de 100 casas) na União Soviética, Kuperman começou um estudo aprofundado da literatura dedicada à modalidade, e no primeiro campeonato da URSS no tabuleiro grande, em 1954, ele ficou em primeiro lugar. Em 1958, após vencer o Torneio de Candidatos, Kuperman conquistou o direito de disputar uma partida pelo campeonato mundial com o campeão à época - o canadense Marcel Deslauriers - e o venceu, em um match com quatro vitórias, duas derrotas e quatorze empates. No final daquele ano, Kuperman já era um Grande Mestre Internacional.
Depois de derrotar Deslauriers, Kuperman se tornou campeão mundial mais seis vezes, vencendo partidas em 1959, 1961, 1965 e 1967. Em outras duas ocasiões, o título foi concedido a ele sem que houvesse a disputa de uma partida. Em 1963, não houve a partida entre Kuperman e o vencedor do Torneio de Candidatos de 1962, Baba Sy. Somente após a morte de Baba Sy, a Federação Mundial do Jogo de Damas (FMJD), em 1986 voltou, a pedido do próprio Kuperman, a considerar as circunstâncias da não ocorrência da partida de 1963, terminando por responsabilizar a federação soviética. Para corrigir a falha, a Federação Mundial do Jogo de Damas proclamou Baba Sy e Kuperman como os campeões mundiais do ano de 1963. Já em 1974, Kuperman conquistou o primeiro lugar no Torneio de Candidatos, mas o campeão mundial à época - Ton Sijbrands - se recusou a defender seu título e, em 21 de novembro de 1975, Iser Kuperman foi declarado campeão mundial pela Federação Mundial do Jogo de Damas (FMJD).
Em 1978, Kuperman emigrou para Israel e depois para os Estados Unidos, onde desempenhou em alto nível nos torneios até a velhice. Ele venceu o Campeonato Pan Americano de Damas quatro vezes: em 1983, 1985, 1987 e 1995; o campeonato americano de Pool Checkers sete vezes (em sete anos consecutivos, de 1984 a 1990), e o campeonato americano de damas internacionais em oito ocasiões.

## Literatura
- Барский, Ю. Три лавровых венка. [Из биографии чемпиона мира по шашкам И. Купермана]. // Культура и жизнь. — 1964. — № 3. — С. 44. ("Yu Barskiy. Três coroas de louros: da biografia do campeão mundial de damas I. Kuperman")
- Виндерман, А. Пятая медаль. [О пятикратном чемпионе мира по шашкам И. Купермане]. // Шахматы в СССР. — 1968. — № 4. — С. 28. ("A. Vinderman. A quinta Medalha: sobre o pentacampeão mundial de damas I. Kuperman")